# Кампо Мамула
Кампо Мамула је југословенски филм из 1959. године. Режирао га је Велимир Стојановић, а сценарио је писао Ратко Ђуровић.

## Радња
После капитулације Италије политички затвореници на острву Мамула су се нашли у горем положају јер су Италијане заменили Немци. Они приморавају затворенике да демонтирају мине, обећавши да за десет демонтираних мина ослобађају једног затвореника. Двојица ослобођених омогућавају бекство великом броју затвореника.

## Улоге
| Глумац             | Улога                           |
| ------------------ | ------------------------------- |
| Љуба Тадић         | Професор Гарић                  |
| Павле Вуисић       | Милић                           |
| Драган Лаковић     | Раде                            |
| Петар Вујовић      | Марко                           |
| Павле Богатинчевић | Капетан Браун                   |
| Данијел Обрадовић  | Спасоје                         |
| Илија Џувалековски |                                 |
| Раниеро Брумини    | Лука, италијански војник        |
| Глауко Вердироси   | Ренато, италијански војник      |
| Стеван Шалајић     | Бане                            |
| Жељко Фрелић       |                                 |
| Антун Налис        | Италијански заповедник Маниполо |
| Милан Срдоч        | Петар                           |
| Рудолф Кукић       | Немачки заповедник              |
| Ванча Кљаковић     | Италијански војник              |
| Данило Маричић     |                                 |
| Богдан Стабловић   |                                 |
| Раде Брашанац      |                                 |
| Никола Вујановић   |                                 |

Комплетна филмска екипа  ▼
| Редитељ                   | Велимир Стојановић   |                                           |
| Сценариста                | Ратко Ђуровић        | (писац)                                   |
| Композитор                | Бојан Адамич         |                                           |
| Директор фотографије      | Александар Секуловић | директор фотографије                      |
| Монтажер                  | Катарина Стојановић  |                                           |
| Сценограф                 | Зоран Зорчић         |                                           |
| Уметнички директор        | Миодраг Николић      |                                           |
| Декоратер сцене           | Н. Јуричев           |                                           |
| Декоратер сцене           | Д. Вијичић           |                                           |
| Одсек за шминку           | Зорица Рандић        | шминкерка (као З. Костелник)              |
| Одсек за шминку           | Милица Симончевић    | шминкерка                                 |
| Менаџер продукције        | Александар Ракић     | помоћник организатора                     |
| Менаџер продукције        | Петар Шобајић        | директор филма                            |
| Менаџер продукције        | Миодраг Станковић    | организатор                               |
| Помоћник режије           | Светислав Павловић   | помоћник редитеља                         |
| Помоћник режије           | Угљеша Врбица        | помоћник редитеља                         |
| Уметнички одсек           | Јаков Маричић        | сценски реквизитер (као Ј. Марчић)        |
| Уметнички одсек           | Миодраг Николић      | асистент сценографа (као М. Николић)      |
| Одсек за звук             | Душан Алексић        | тон мајстор                               |
| Одсек за звук             | Иван Закић           | асистент тонског сниматеља (као И. Закић) |
| Одсек за звук             | Наташа Живковић      | асистент тонског сниматеља                |
| Специјални ефекти         | Д. Стојадинов        | пиротехничар                              |
| Одсек за камеру и расвету | Абдула Фетовски      | сценски мајстор (као А. Фетовски)         |
| Одсек за камеру и расвету | Здравко Игњатовић    | пратилац камере (као З. Игњатовић)        |
| Одсек за камеру и расвету | Ђорђе Јовчић         | вођа расвете                              |
| Одсек за камеру и расвету | Милан Милијановић    | пратилац камере (као М. Милијановић)      |
| Одсек за костим           | Аница Стаменић       | гардеробер                                |
| Одсек за монтажу          | Бранка Чеперац       | асистент монтажера (као Б. Чеперац)       |
| Одсек за монтажу          | Ласзло Ковач         | бојење: реновирање                        |
| Музички одсек             | Петар Радосављевић   | музички уредник                           |
| Остала екипа              | Катица Бањанин       | секретар режије                           |